# 도청항
도청항은 전북특별자치도 부안군 변산면 도청리, 언포마을에 있는 어항이다. 2008년 12월 16일 어촌정주어항으로 지정되었다. 시설관리자는 부안군수이다.

## 연혁
- 도청항이 위치한 언포마을은 개를 막아 마을을 이루었다 하여 붙은 이름으로 도청항 인접 북측으로 상록해수욕장이 있으며 남측으로는 불멸의 이순신 드라마 촬영지인 남포해수욕장이 있다.
- 도청항은 1972년 4월 12일 소규모어항으로 지정되었다가, 2008년 12월 16일 어촌정주어항으로 지정되었다.

## 어항 구역
- 수역: 신규 동방파제 육측 끝단, 신규 서방파제의 해측끝단, 기존 방파제의 끝단과 육지와 만나는 점과 평행한 선내의 공유수면(9,500m2)[1]

## 어항 시설
- 방파제 55m, 호안 146m, 선착장 24m

## 주요 어종
- 바지락, 김, 주꾸미, 전어 등